# Vučkovica (Knić)
Pour les articles homonymes, voir Vučkovica.
Vučkovica (en serbe cyrillique : Вучковица) est un village de Serbie situé dans la municipalité de Knić, district de Šumadija. Au recensement de 2011, il comptait 688 habitants.

## Démographie
| 1948  | 1953  | 1961  | 1971 | 1981 | 1991 | 2002 | 2011 |
| ----- | ----- | ----- | ---- | ---- | ---- | ---- | ---- |
| 1 173 | 1 113 | 1 103 | 999  | 872  | 863  | 769  | 688  |

|  |